# مسرح روماني

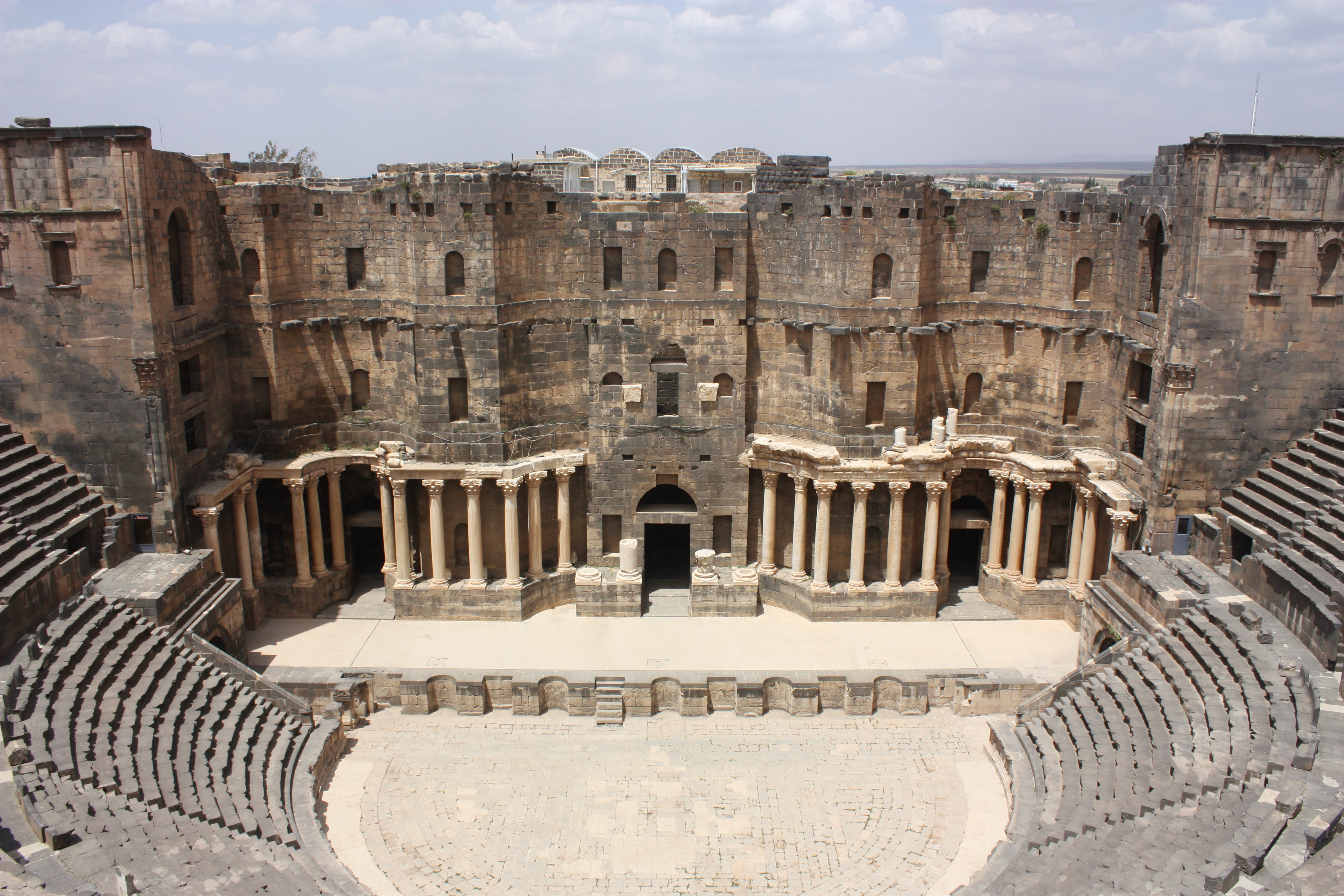
مسرح بصرى في سوريا

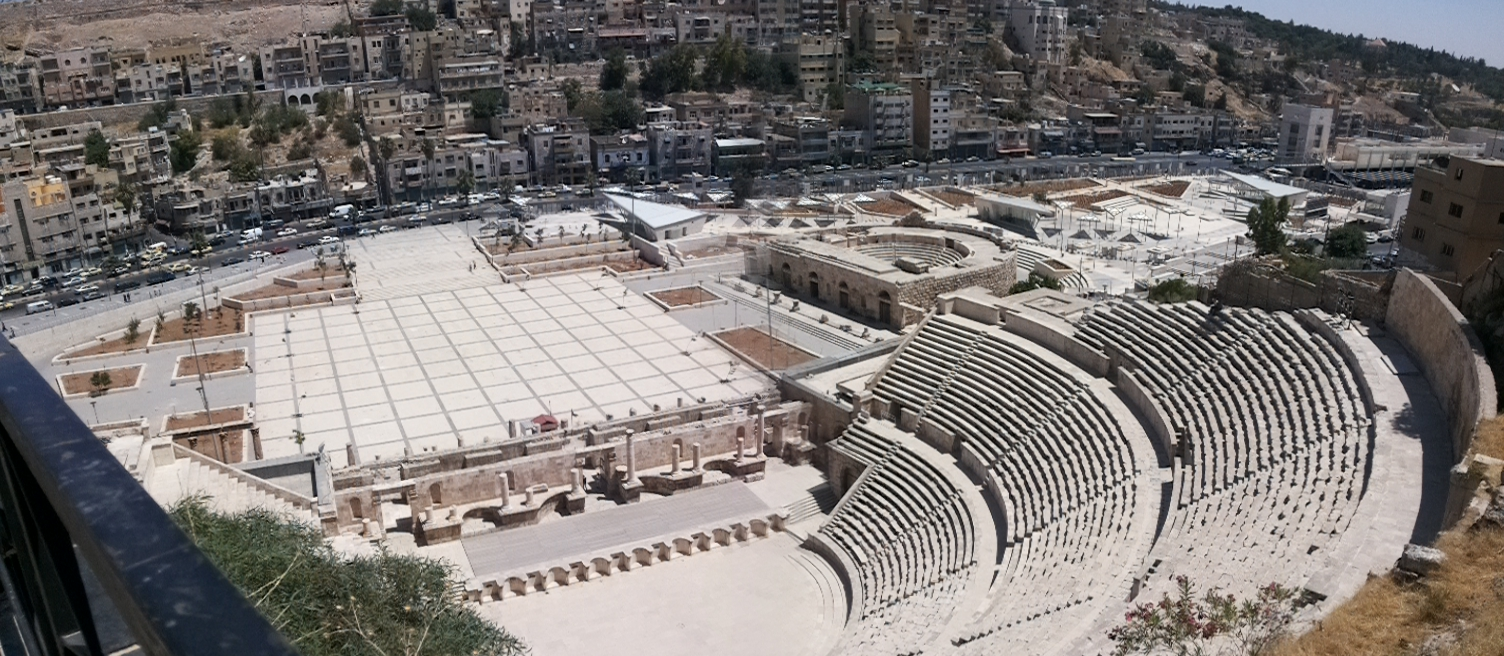
المدرج الروماني (عمان) الأردن.

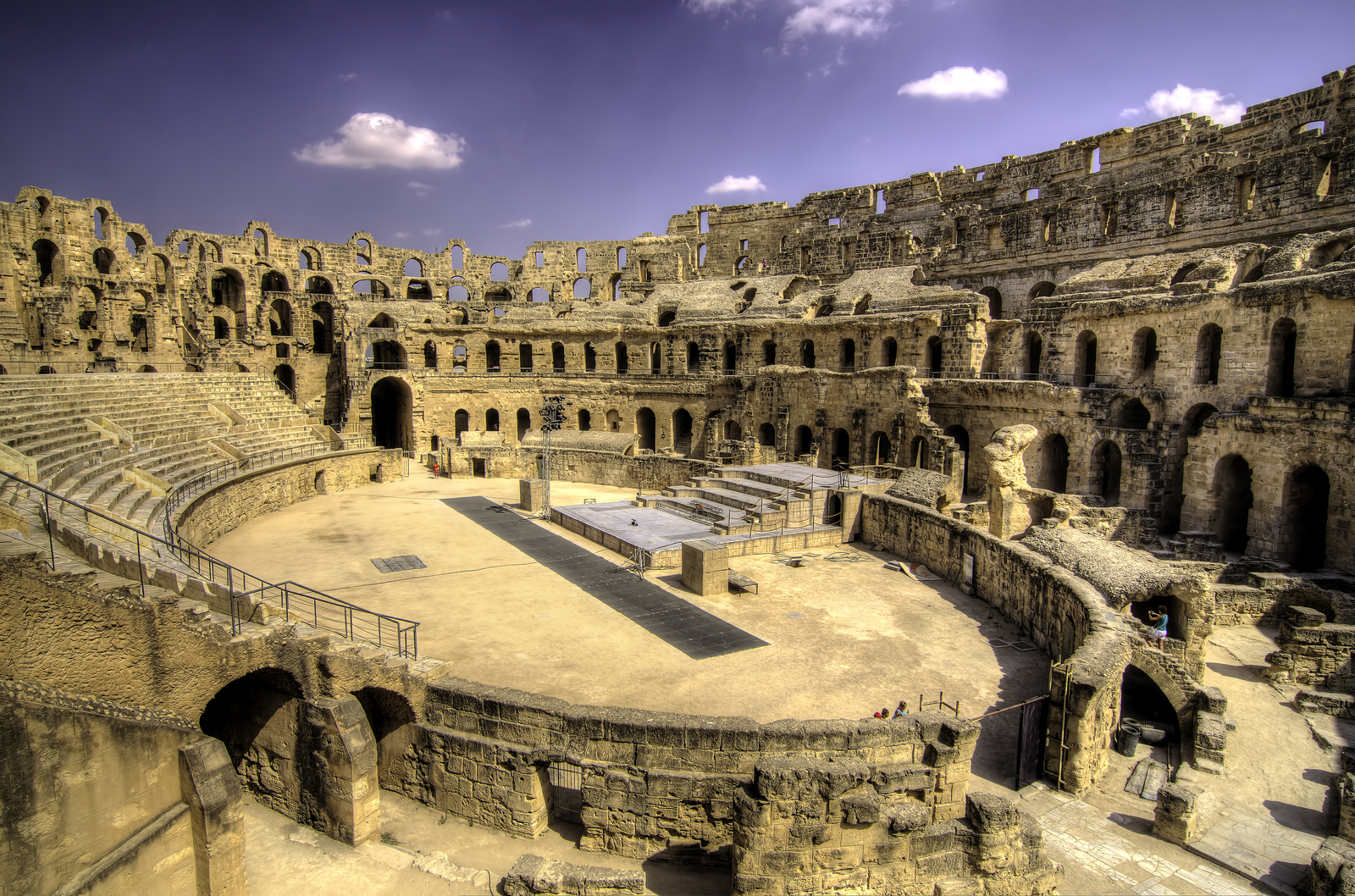
قصر الجم تونس.

الملعب أو المسرح أو المدرج الروماني بناء مستدير أو بيضوي لعرض الألعاب المختلفة، تتوسطه حلبة العرض ومن حولها مقاعد النظارة تتدرج من أسفل إلى أعلى.
أشهر تلك الملاعب ما أقامه الأمبرطور فيسبانيانوس ووالداه تيتوس ودومميتانوس عند سفح تل ايسكوبلياي بمدينة روما.يتكون الجزء الخارجي منه من عدد الأورقة تزين أولاها عمد دورية والثاني عند إيونية والثالث كورينثية وكان يتسع لحوالي 87000
متفرج.

## مسارح رومانية
- مسرح بصرى في سوريا
- مدرج جبلة في سوريا
- المدرج الروماني (عمان)
- المدرج الروماني (البتراء)
- قصر الجم (تونس)
- المسرح الروماني (الإسكندرية)